# Grenze zwischen Burkina Faso und der Elfenbeinküste

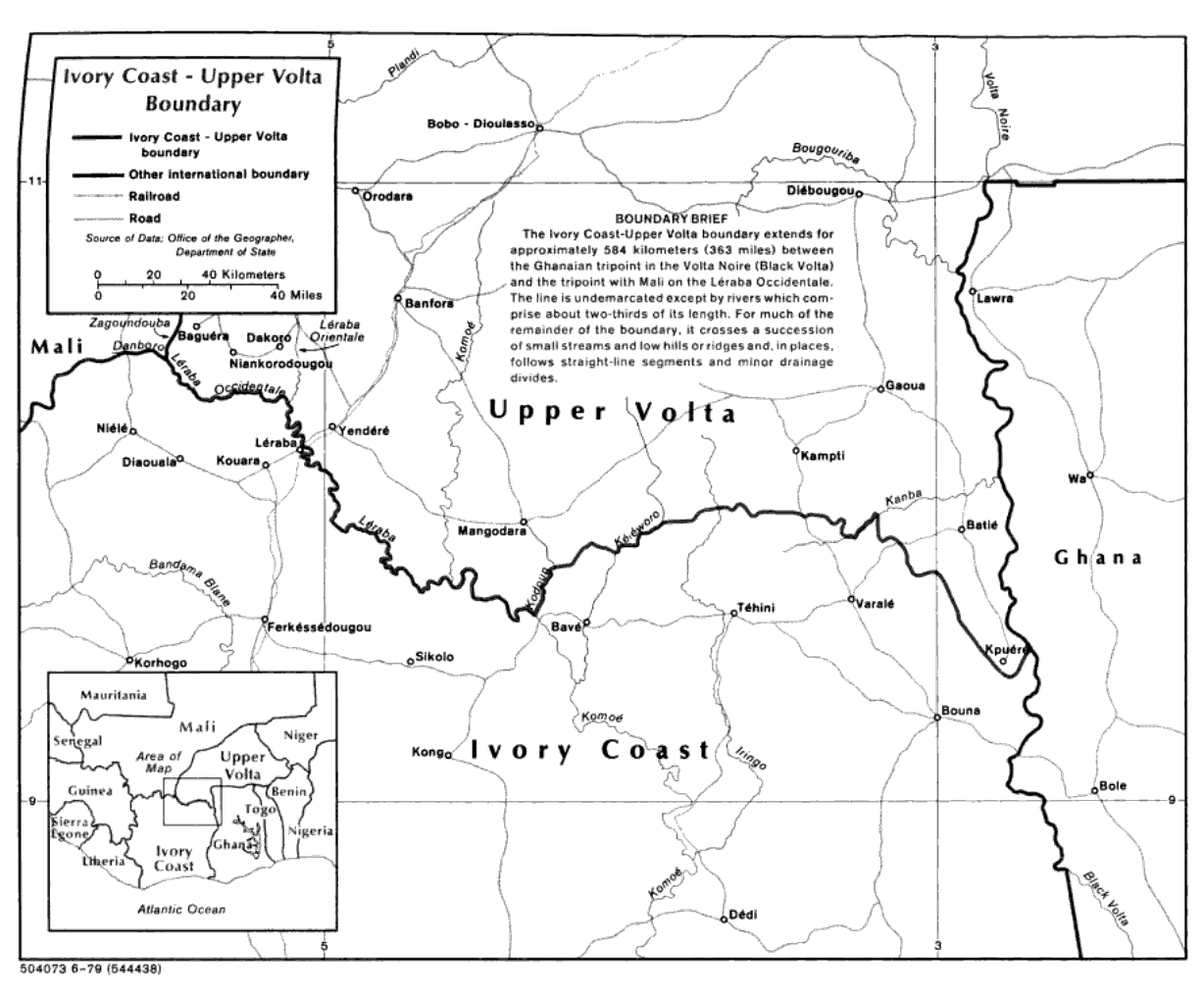
Karte des Grenzverlaufs (Burkina Faso dort noch als Upper Volta)

Die Grenze zwischen Burkina Faso und der Elfenbeinküste (Côte d’Ivoire) trennt als internationale Landgrenze diese beiden Staaten. Die Länge der Grenze wird mit 584 (CIA-Karte) oder 545 km angegeben. Die Grenze verläuft vom Dreiländereck mit Mali zum Dreiländereck mit Ghana.

## Geschichte
Die Grenzziehung geht auf den Wettlauf um Afrika in den 1880er Jahren zurück. Auf der Berliner Kongokonferenz im Jahr 1884 bestimmten die europäischen Mächte ihre Ansprüche in Afrika. Die Elfenbeinküste (amtlich: République Côte d’Ivoire) kam ab 1843 (Errichtung des Marinestützpunkts Grand-Bassam) unter französischen Einfluss und wurde 1893 zur französischen Kolonie, ab 1895 als Teil von Französisch-Westafrika (AOF) erklärt. Am 7. August 1960 wurde das Land unabhängig. Das Territorium von Burkina Faso bildete ab 1919 nach der Abtrennung von der Kolonie Obersenegal und Niger und nach vorübergehender Auflösung wieder seit 1947 die französische Kolonie Obervolta, die im August 1960 unabhängig wurde und sich 1984 in Burkina Faso umbenannte. Wegen des Bürgerkriegs in der Elfenbeinküste wurde die Grenze 2002 geschlossen, aber Ende 2004 wieder eröffnet.

## Grenzverlauf
Die Grenze beginnt im Westen am Dreiländereck mit Mali am Westlichen Léraba (10°25'48"N, 5°31'12"W) nahe dem höchsten Berg von Burkina Faso, dem Tena Kourou (749 m), und folgt diesem in südöstlicher Richtung auf 165 km und weiter nach Nordosten dem Kodouo. Weiter folgt sie nach Osten verschiedenen Flüssen wie dem Keleworo, Kanba and Koulbi und unregelmäßigen Abschnitten über Land zum Dreiländereck mit Ghana am Schwarzen Volta (9°29'24"N, 2°41'24"W).

## Orte in Grenznähe

### Burkina Faso
- Niangoloko
- Farakorosso
- Ouangolodougou (Burkina Faso)
- Magodara
- Moulepo
- Bousoukoula
- Kampti

### Elfenbeinküste (Côte d’Ivoire)
- Kaouara
- Ouangolodougou (Elfenbeinküste)
- Govitan
- Lankio
- Kalamon
- Danoa
- Doropo